# Salamon László (költő)
Salamon László (álneve: Salló Tamás; Nagyvárad, 1891. július 11. – Kolozsvár, 1983. október 29.) romániai magyar költő, lapszerkesztő, közíró, kritikus. Felesége Salamon Ella magyar nyelvész.

## Életútja
A nagyenyedi Bethlen Gábor Kollégiumban érettségizett 1909-ben, majd a budapesti egyetem magyar-latin szakán folytatott felsőfokú tanulmányokat. 1913-ban a Nagyváradi Naplónál helyezkedett el újságírói állásba. Két évig katonáskodott az I. világháborúban, megsebesült. Felépülése után tanári állást vállalt.
A Magyarországi Tanácsköztársaság alatti tevékenysége miatt 1919 szeptemberében börtönbüntetésre ítélték. Szabadulása után Kolozsvárt telepedett le. Több erdélyi napilap, folyóirat szerkesztését, munkatársi feladatait vállalta. A Jövő Társadalma, az Új Kelet és az Auróra c. folyóiratok munkatársaként, ill. szerkesztőjeként működött. 1926-ban Dienes Lászlóval részt vett a Korunk elindításában, néhány évig főmunkatárs volt e lapnál, majd alapított egy saját szociáldemokrata újságot A Másik Út címen. Munkatársa volt aradi Kútnak, a bukaresti Új Magyaroknak és a lugosi Kéziratnak.
Számos erdélyi lap közreadta verseit, esszéit, publicisztikai írásait, legtöbbet a Kelet Népe és a Munkás Újság. 1944-ben a dachaui koncentrációs táborba deportálták, megmenekülése után, 1946-tól az Erdély című lapot szerkesztette, 1948-tól az Igazságot. 1950-től nyugdíjazásáig az Állami Irodalmi és Művészeti Kiadó kolozsvári fiókjának munkatársaként dolgozott. Számos önálló kötete jelent meg.

## Művei (válogatás)

### Versek
- Első áldozás (Nagyvárad, 1914)
- Eros oltárára (Nagyvárad, 1916)
- Végtelen élet (Nagyvárad, 1926)
- Rettenetes Adolf (verses politikai pamflet, Kolozsvár, 1933)
- A barlanglakó üzenete Salamon László legújabb versei; "Bélyegesek" Írói Csoport, Kolozsvár 1939
- Ember, hol vagy? Salamon László legújabb versei; Cserépfalvi, Bp., 1943
- A könnyek ellen. Válogatott versek (Kolozsvár, 1947)
- Emelt fejjel (Bukarest, 1955)
- A jóság balladája (Bukarest, 1959)
- Töretlen hittel. Válogatott versek; Irodalmi, Bukarest, 1961
- Kolozsvári ősz. Versek; Irodalmi, Bukarest, 1964
- Versek; bev. Csehi Gyula; Irodalmi, Bukarest, 1966
- Salamon László legszebb versei; bev. Jordáky Lajos; Ifjúsági, Bukarest, 1968
- Nyitott könyv. Versek; Dacia, Kolozsvár, 1971
- Ember, hol vagy? Versek; bev. Cserépfalvi Imre, Rácz Győző; Kriterion, Bukarest, 1981

### Esszék, tanulmányok, publicisztika
- Salló Tamás: Nincs más megoldás. Tanulmányok a nagy gazdasági és kulturális krízis problémáiról; előszó Böhm Vilmos; Munkás Újság, Cluj-Kolozsvár 1931
- Három géniusz. Freud, Bergson, Schalom Asch; Fraternitas Ny., Kolozsvár, 1942
- Május kék madara. Esszék és publicisztikai írások. 1923–1943; utószó Jordáky Lajos; Kriterion, Bukarest, 1971
- Az emberség pártján (esszék, kritikák, Bukarest, 1980)